# Ларции
Ла́рции (лат. Lartii) — древнеримский патрицианский род этрусского происхождения. Играл большую роль в Риме вскоре после войны с Порсенной.
- Спурий Ларций упоминается как современник Горация Коклеса[1].
- Тит Ларций называется Ливием как первый диктатор. Он разбил фиденатов, после битвы при Регилльском озере настоял на возобновлении союза с латинами, во внутренних делах заявил себя умеренным сторонником плебеев. В 494 г. до н. э. он стоял за освобождение всего народа от долговых обязательств, но не мог помешать уходу плебеев на священную гору.[1]
- В том же столетии упоминается еще несколько Ларциев, но впоследствии род этот совершенно исчезает из истории и магистратских фаст[1].